# Beverwijck
Beverwijck was een stad in Nieuw-Nederland, ten noorden van Fort Oranje, die tot bloei kwam door de beverhandel via de Oost-Indische Compagnie. De stad staat tegenwoordig bekend als Albany, de naam die de stad heeft gekregen na de Engelse overname in 1664.
Uit overleveringen is bekend dat een eerste schip van de Oost-Indische Compagnie in 1610 de Hudson River opvoer tot de locatie waar later Beverwijck werd gesticht. Doel was de handel in dierenvachten. In 1614 werd er een fort gebouwd en enkele handelshuizen, de plaats kreeg de naam Fort Oranje.
In 1647 werd de nederzetting gesticht door Brant van Slichtenhorst in zijn kolonie Rensselaerswijck. In 1652 nam de West-Indische Compagnie de controle over de stad over en liet het uitgroeien tot de tweede stad van Nieuw-Nederland, na Nieuw-Amsterdam. In 1660 werd een palissade gebouwd om de stad heen. Op het moment van overname door de Engelsen had de stad ongeveer duizend inwoners.
In 1788 werd het ontwerp van de Amerikaanse grondwet in Albany in het Nederlands vertaald als hulpmiddel om stemgerechtigden met een Nederlandse achtergrond in de 13 Amerikaanse staten over de streep te trekken het ontwerp aan te nemen. De strategie had succes, zo werd bijvoorbeeld in de nabijgelegen handelsstad Poughkeepsie, die door families afkomstig uit de Nederlanden was gesticht, het ontwerp aangenomen.